# Chobani

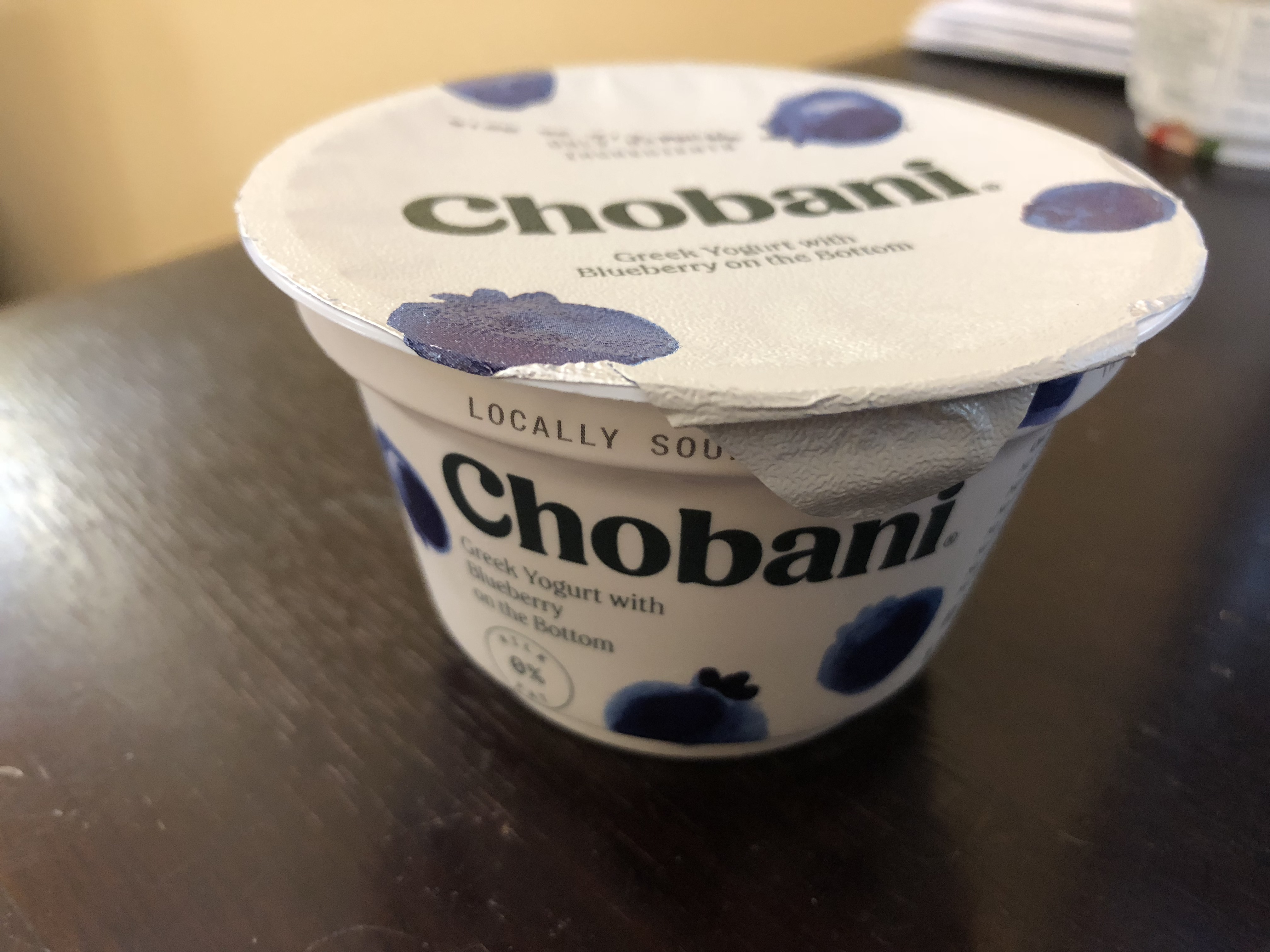
Produktvariante mit Blaubeere

Chobani LLC ist ein US-amerikanisches Lebensmittelunternehmen, das auf die Herstellung von Joghurt und weiteren Milcherzeugnissen sowie vegetarischen und veganen Alternativen spezialisiert ist. Insbesondere der proteinhaltige Joghurt nach griechischer Art gehört zu den meistverkauften Produkten des Unternehmens. In knapp mehr als zehn Jahren nach der Unternehmensgründung 2005 und dem Markteintritt 2007 wuchs das Unternehmen bis 2016 zum größten Joghurthersteller der Vereinigten Staaten.

## Geschichte

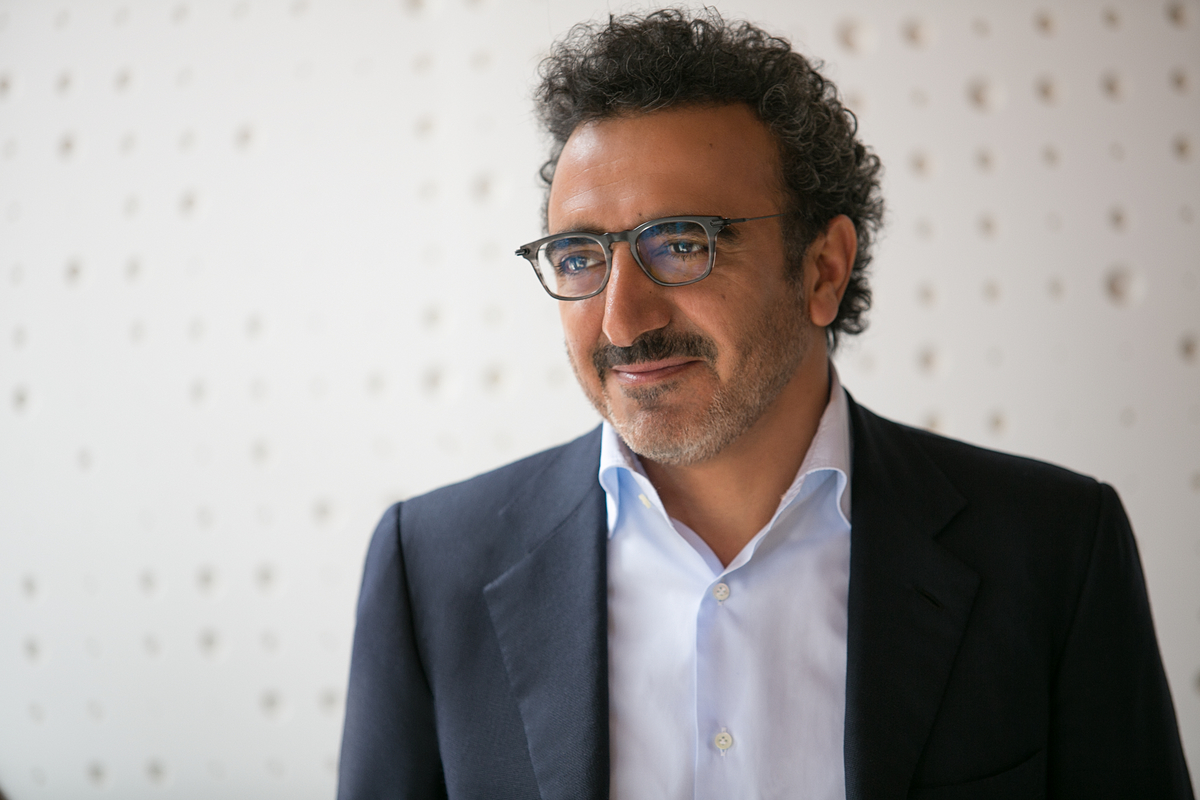
Unternehmensgründer Hamdi Ulukaya (April 2015)

2005 gründete der Käsehersteller Hamdi Ulukaya das Unternehmen unter dem Namen Agro Farma, als er in South Edmeston im Otsego County des Bundesstaats New York eine von der Kraft Foods Group aufgegebene Fabrik übernahm und einige der ehemaligen Kraft-Mitarbeiter wieder einstellte. Nach anderthalb Jahren Entwicklungszeit brachte das Unternehmen 2007 seinen Joghurt nach griechischer Art auf den Markt. In den folgenden Jahren wuchs das Unternehmen, das 2010 bereits über 250 Millionen US-Dollar Umsatz machte, und entwickelte Modifikationen z. B. mit kleineren Portionen für Kinder.
2011 expandierte das Unternehmen nach Australien, als der dortige Joghurthersteller Bead Foods übernommen wurde. 2013 wurde der Chobani Flip, ein Produkt ähnlich zu Müllers Joghurt mit der Ecke, entwickelt, das sich zu einem Hauptumsatztreiber für die mittlerweile in Chobani umbenannte Firma entwickelte. In den folgenden Jahren expandierte das Unternehmen in weitere asiatische Länder sowie in Mittelamerika und der Karibik. 2020 wurde die Produktpalette um pflanzenbasierte Alternativprodukte erweitert.
Chobani ist für sein soziales Engagement bekannt, beispielsweise ermöglicht das Unternehmen seinen Mitarbeitern eine bezahlte sechswöchige Elternzeit. Gründer Ulukaya gab seit 2016 mindestens 10 Prozent der Anteile an Chobani an Mitarbeiter des Unternehmens aus, sodass Chobani mancherorts als Mitarbeiterunternehmen erachtet wird.